# Letov (Podbořany)
Letov (německy Ledau) je vesnice, část města Podbořany v okrese Louny v Ústeckém kraji. Nachází se tři kilometry východně od Podbořan.

## Název
Název vesnice je odvozen ze staročeského vlastního jména Leta.

## Historie
Poprvé se v historických záznamech udává Letov v roce 1325, kdy byl Janem Lucemburským prodán pražskému kostelu. O starších dějinách vsi není mnoho informací. V roce 1636 celá vesnice vyhořela. Zachráněna byla jen tři stavení. V době baroka byl Letov větší vesnicí a patřil k panství Široké Třebčice. Česká obecná a mateřská škola byla v obci otevřena v roce 1932.

## Obyvatelstvo
Při sčítání lidu v roce 1921 zde žilo 360 obyvatel (z toho 151 mužů), z nichž bylo 45 Čechoslováků, 311 Němců a čtyři cizinci. Kromě jednoho evangelíka, pěti židů a dvou lidí bez vyznání se ostatní hlásili k římskokatolické církvi. Podle sčítání lidu z roku 1930 měla vesnice 352 obyvatel: 96 Čechoslováků, 246 Němců a deset cizinců. Kromě římskokatolické většiny zde žili dva evangelíci, šest členů církve československé, jeden žid a osmnáct lidí bez vyznání.
|                                                                          | 1869 | 1880 | 1890 | 1900 | 1910 | 1921 | 1930 | 1950 | 1961 | 1970 | 1980 | 1991 | 2001 | 2011 | 2021 |
| ------------------------------------------------------------------------ | ---- | ---- | ---- | ---- | ---- | ---- | ---- | ---- | ---- | ---- | ---- | ---- | ---- | ---- | ---- |
| Obyvatelé                                                                | 451  | 439  | 403  | 382  | 376  | 360  | 352  | 186  | 182  | 141  | 143  | 110  | 125  | 127  | 146  |
| Domy                                                                     | 29   | 61   | 66   | 67   | 65   | 64   | 70   | 61   | —    | 40   | 33   | 39   | 44   | 45   | 41   |
| Počet domů z roku 1961 je zahrnut v celkovém počtu domů města Podbořany. |      |      |      |      |      |      |      |      |      |      |      |      |      |      |      |

### Židovská komunita
Židovské osídlení Letova se datuje od 17. století a postupně tvořili židé v obci početnou komunitu – v polovině 18. století celou pětinu obyvatelstva. Největšího rozmachu se místnímu židovstvu dostalo v první polovině 19. století, kdy zde žilo 21 židovských rodin. Tento stav však postupně klesal a v roce 1930 již žil v letově jediný žid.
Koncem 18. století vznikl v Letově židovský sídelní okrsek, a to při západní straně ulice vedoucí od návsi k jihovýchodu. Dva z domů se v přestavbách dochovaly do současnosti. Další domy byly rozptýleny po celém Letově. V obci fungovala i židovská škola, která se nacházela na návsi v domě čp. 45. Před rokem 1840 byla postavena synagoga, která byla v roce 1867 přestavěna v novorománském slohu. Koncem 19. století přestala být používaná a v té době byla zbořena. Dnes je její někdejší místo nezastavěno. Do dnešní doby se dochoval židovský hřbitov z první poloviny 18. století. Čítá na 100 náhrobků, které jsou většinou z místního červeného pískovce.

## Obecní správa
Při sčítání lidu v letech 1850–1959 Letov byl samostatnou obcí v okrese Podbořany. Od roku 1960 je částí města Podbořany v okrese Louny.

## Pamětihodnosti
- Kostel Navštívení Panny Marie z roku 1742
- Kaple s hrobkou
- Socha svatého Šebestiána
- židovský hřbitov

## Galerie

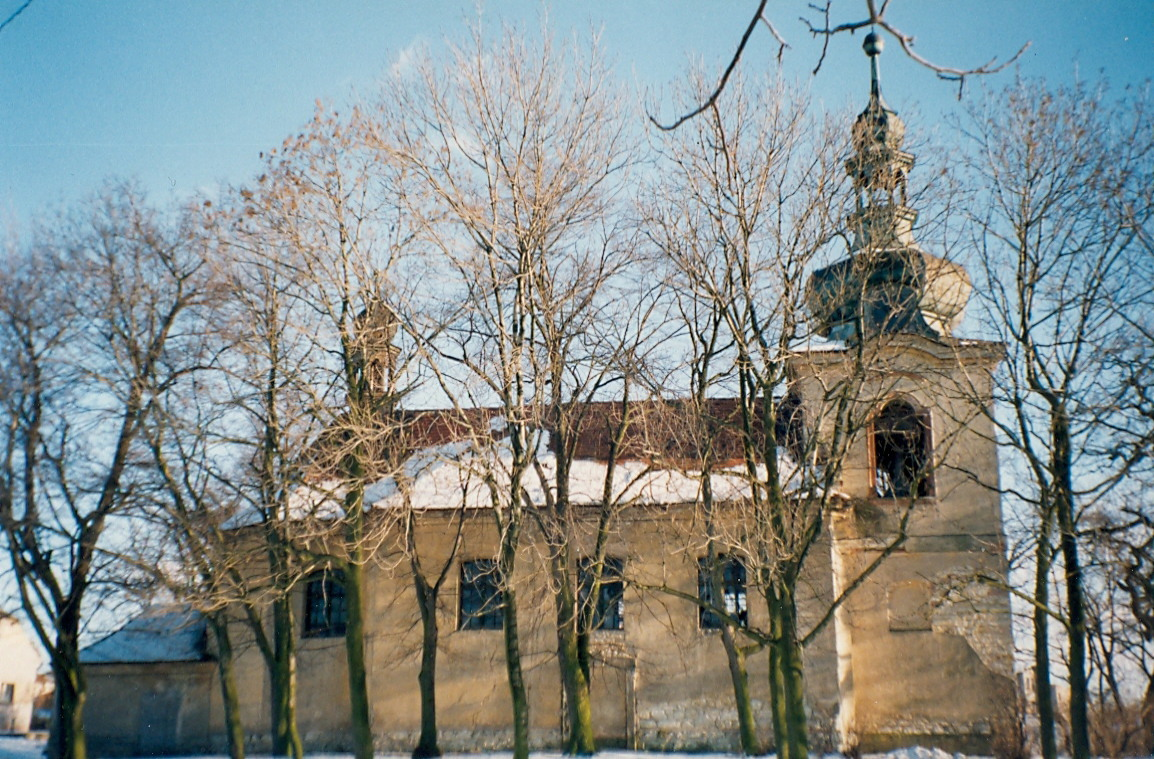
Kostel Navštívení Panny Marie
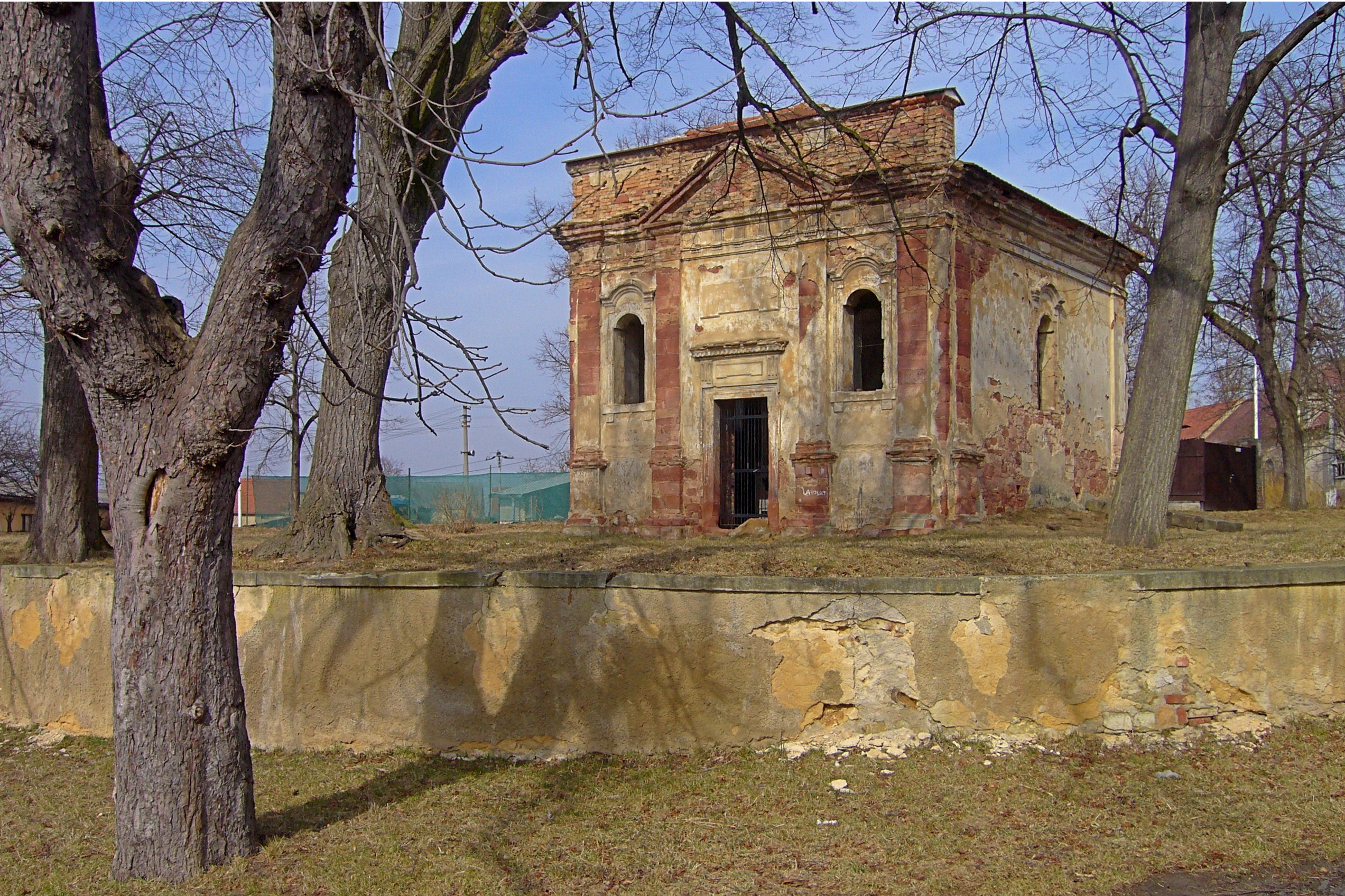
Kaple
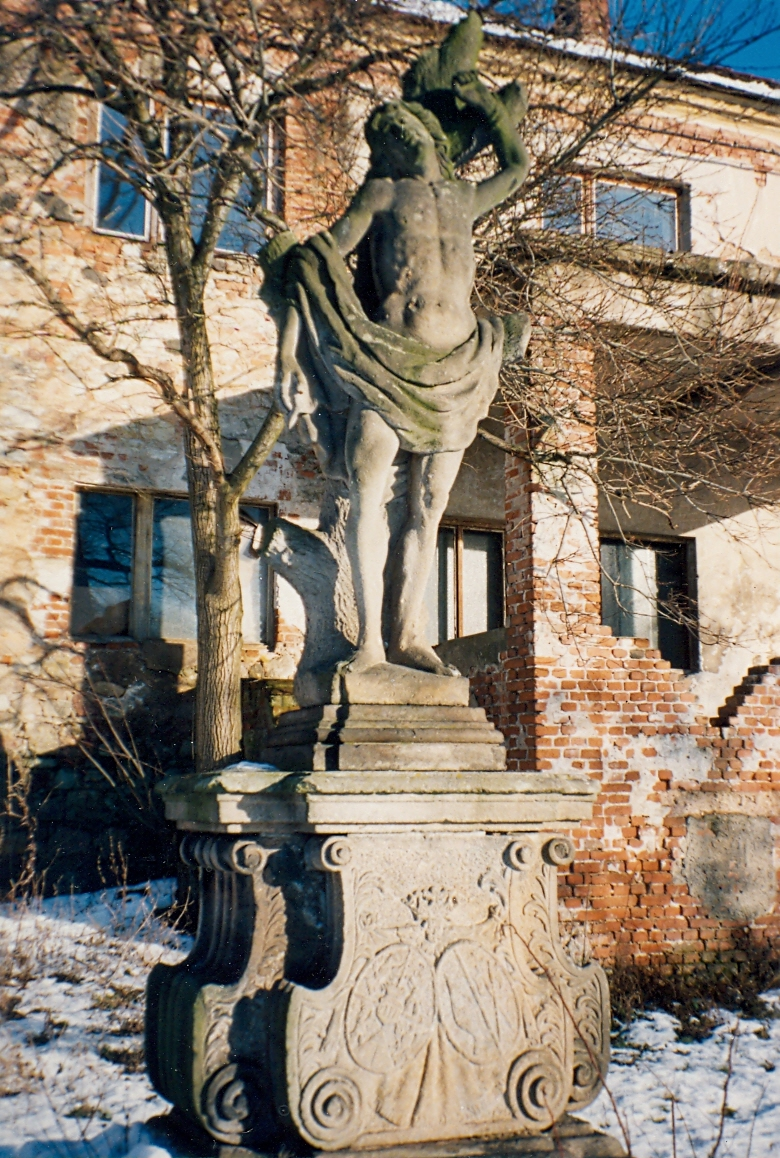
Socha svatého Šebestiána